# Naha-te
Naha-te (那覇手) (mãos de Naha) é a denominação de uma das três linhagens que os estudiosos da história do caratê[a] utilizam para retraçar as origens dos diversos estilos de Karate de Okinawa.

## História
O Karate anteriormente era chamado de Okinawa-te (mãos de Okinawa), Tode (mãos da China) ou simplesmente Te (mãos ou punho). O Naha-te (mãos de Naha) é originário da cidade de Naha em Okinawa, Japão. A denominação Naha-te, criada pelos historiadores do Karate, serve para identificar os estilos que surgiram lá com todas as suas peculiaridades . É formado pela junção das técnicas locais sob influência de estilos do continente chinês, principalmente o Ba he quan, o estilo da garça da região de Fukien. Grandes expoentes do Naha-te são Kanryo Higaonna, Chojun Miyagi, Meitoku Yagi, Eiichi Miyazato, Kanbun Uechi, Juhatsu Kyoda, Norisato Nakaima.
Tal e qual sucede com os demais estilos clássicos, não se pode precisar quando surgiu o Naha-te. Já se ensinava uma particular modalidade de okinawa-te, quando o Sensei Kanryo Higaonna teve seus primeiros conhecimentos da arte marcial ensinados por Seisho Aragaki. Aquele, apesar de tudo, desejava conhecer e estudar mais o wushu chinês, o que foi oportunizado por um comerciante naval de Oquinaua. Assim o mestre Higaonna foi até a China e lá passou quatorze anos a estudar as artes marciais, bem como medicina herbária.
Depois de voltar a Oquinaua, Sensei Higaonna, com o objetivo de devolver os favores e dinheiro consigo despendidos, foi até o comerciante que lhe havia oportunizado a viagem até a China e tomou seu filho como aluno de arte marcial.
A fama da perícia e da efetividade de suas técnicas espalharam-se o que conduziu mestre Higaonna a ser o instrutor dos membros da família real. Mais tarde, foram alunos em seu dojô Chojun Miyagi e Kenwa Mabuni, os quais ambos desenvolveram seus estilos próprios.

## Características
As técnicas do Naha-te são formadas precipuamente por técnicas velozes de curto alcance, em movimentos circulares e fluidos, e posturas baixas.
Com técnicas de curta distância, é considerado bastante adequado a lutas de contacto próximo e possui um repertório de torções e deslocamentos (tai sabaki) giratórios, para contundir e eventualmente esquivar-se e revidar. Além dos golpes, o treino compreende técnicas de respiração.

## Kata
A listagem de kata do naha-te reflectem suas técnicas de movimento e respiração.
- Sanchin
- Saifa
- Seienchin/Seyunchin
- Shisochin
- Sanseru/Sanseiryu
- Seipai
- Kururunfa
- Seisan
- Suparinpei
- Kanchin
- Kanshiwa
- Kanshu
- Seichin
- Seirui
- Anan
- Niseishi
- Pachu
- Paiku
- Heiku
- Ohan
- Paiho